# Dinmukhamed Konayev
Dinmukhamed Akhmetuly "Dimash" Konayev (em cazaque: Дінмұхаммед "Димаш" Ахметұлы Қонаев, Dіnmuhammed "Dımash" Ahmetuly Qonaev; em russo: Динмухаммед Ахмедович Кунаев; Verny, Império Russo, 12 de janeiro de 1912 - Alma-Ata, Cazaquistão, 22 agosto de 1993) foi um político comunista cazaque, presidiu o Cazaquistão de 1964 até 1986.

## Primeiros anos
Nasceu em Verny (atual Almaty) em 1912. Cresceu numa família de classe média, sendo seu pai um secretário que trabalhou em empresas agrícolas e comerciais, e sua mãe uma dona-de-casa. Em 1936 se graduou no Instituto de Metalurgia Não Ferrosa e Fina de Moscou, o que lhe habilitou para ser um operador de maquinaria. Três anos depois, já era engenheiro chefe da mina Pribalkhashatroi, mesmo ano em que se filiou ao Partido Comunista da União Soviética.

## Carreira política

#### Ascensão ao poder
Foi presidente do Conselho de Ministros do RSS do Cazaquistão entre 1942 e 1952. Sua ascensão no Partido Comunista do Cazaquistão esteve estreitamente ligada a sua amizade com Leonid Brejnev, que substituiu Panteleymon Ponomarenko como primeiro secretário do Partido entre 1955 e 1956. Konayev ocuparia esse posto em 1960.
Era um seguidor fervoroso da campanha das Terras Virgens, que outorgou milhões de hectares de terras no centro do Cazaquistão ao desenvolvimento agrícola, e causou uma grande migração de russos à zona.

#### Primeira destituição (Khrushchov)
Em 1962 foi destituído de seu cargo porque estava em desacordo com os planos de Khrushchov de incorporar algumas terras do sul do Cazaquistão ao Uzbequistão, sendo substituído por Ismail Yusupov, quem apoiava o plano.

#### Regresso ao poder
Recuperou seu cargo em 1964, quando Khrushchov foi expulso e substituído por seu amigo Brejnev. Manteve o cargo por mais vinte e dois anos. Foi um membro alternado do Politburo desde 1967, e membro completo de 1971 a 1987. Nesse período foi premiado com a medalha do Herói do Trabalho Socialista em três ocasiões. Durante seu governo muitos cazaques ocuparam posições proeminentes na burocracia, na economia e nas instituições educativas da União Soviética.

#### Segunda destituição (Gorbatchov)
Sendo leal a Brejnev, foi expulso de seu cargo por Mikhail Gorbatchov, quem o acusou de corrupção. Em 16 de dezembro de 1986, o Politburo substituiu-o por Gennady Kolbin, um russo que nunca tinha vivido no Cazaquistão. Isto provocou distúrbios em Almaty, sinais das lutas étnicas durante o governo de Gorbatchov.

## Morte

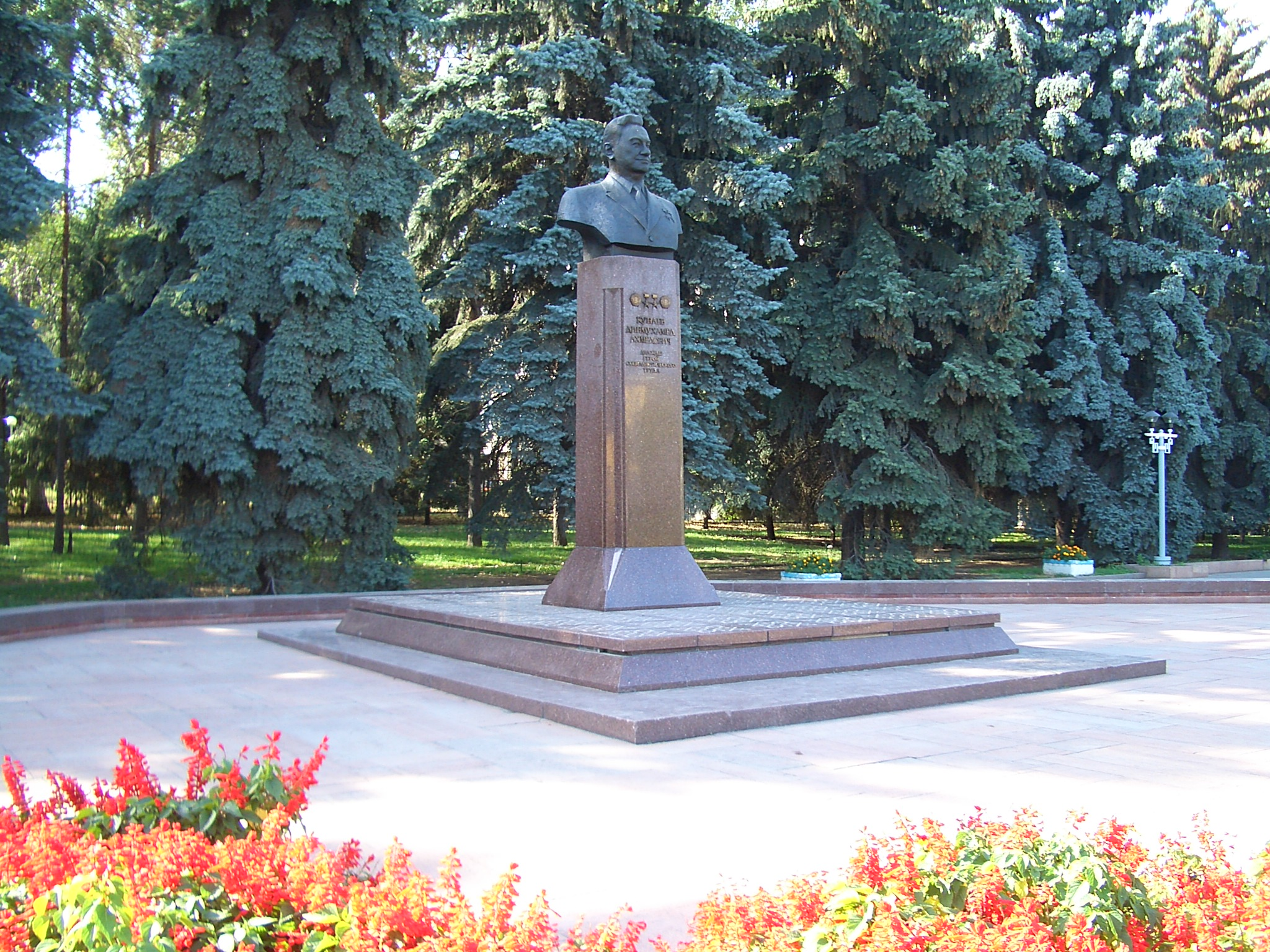
Monumento a Konayev em Almaty

Passou nos últimos anos de sua vida realizando obras de caridade, e criando a Fundação Dinmukhamed Konayev, a qual tinha como um de seus propósitos apoiar a reforma política no Cazaquistão. Faleceu em 1993, na capital cazaque, aos 81 anos.
Em sua homenagem, há um instituto e uma rua em Almaty denominados com seu nome.